# Nikołaj Polakow
Nikołaj Nikołajewicz Polakow, ros. Николай Николаевич Поляков (ur. w 1889 w Rydze, zm. ?) – radziecki pedagog, kolaborant podczas II wojny światowej, emigrant
W 1912 r. ukończył studia na uniwersytecie w Sankt Petersburgu, po czym uczył przedmiotów humanistycznych w miejscowych szkołach średnich. Pod koniec lat 20. zamieszkał w stanicy Primorsko-Achtyrskiej na Kubaniu, gdzie został nauczycielem historii. Następnie przeniósł się do Moskwy, otrzymując pracę jako buchalter. Po ataku wojsk niemieckich na ZSRR 22 czerwca 1941 r., przebywał w Puszkinie. Kiedy miasto zajęli Niemcy, przeniósł się do Pawłowska, zaś na pocz. 1943 r. do Gatczyny. Od jesieni 1943 r. pod pseudonimem „T. Lutow” był autorem artykułów w kolaboracyjnym piśmie „Za rodinu”, wydawanego w Rydze. Latem 1944 r. ewakuował się do III Rzeszy, gdzie wstąpił do Narodowego Związku Pracujących (NTS). W obozie dla „wschodnich” uchodźców w St. Johann im Walde prowadził wykłady dotyczące „historii i ideologii ruchu wyzwoleńczego”. Po zakończeniu wojny trafił do obozu dla dipisów w Mönchehof koło Kassel. W celu uniknięcia represji ze strony Sowietów zmienił nazwisko na Nikołaja Iwanowicza Osipowa. Dalsze jego losy są nieznane.